# Червець багаторічний
Червець багаторічний (Scleranthus perennis) — вид рослин з родини гвоздикових (Caryophyllaceae), поширений на Мадейрі, у Європі, Туреччині, Вірменії, Сибіру.

## Опис
Дворічна рослина висотою 5–25 см. Стебла односторонньо запушені кучерявими волосками. Листки лінійно-шилоподібні, серпоподібно зігнуті. Зубці чашечки тупі, на краях широко-плівчасті, набагато довше тичинкових ниток. Плоди 3–5 мм завдовжки.

## Поширення
Поширений на Мадейрі, у Європі, Туреччині, Вірменії, Сибіру. 
В Україні вид зростає на пагорбах, у соснових лісах — у Поліссі, Прикарпатті, зазвичай; в Лісостепу і Криму, зрідка.